# Kościół ewangelicki w Rožnovie pod Radhoštěm
Kościół ewangelicki w Rožnovie pod Radhoštěm (czes. Evangelický kostel v Rožnově pod Radhoštěm) – drewniany kościół czeskobraterski w Rožnovie pod Radhoštěm. 
25 maja 1994 kościół ewangelicki w Rožnovie pod Radhoštěm wpisany został na listę zabytków pod numerem 10290/8-3796.

## Historia
Pomysł budowy kościoła czeskobraterskiego w Rožnovie pod Radhoštěm powstał pod koniec lat 20. XX wieku. W 1928 w tym celu zakupiono teren. Pierwszy projekt opracował budowniczy Antonín Kedršt. Kolejne propozycje przedstawili: architekt Jaroslav Pelán z Pragi, architekt Josef Macharáček z Ołomuńca, budowniczy Lukáš z Vsetína, architekt Stanislav Kramoliš z Rožnova, architekt Geschwind z Pilzna i architekt Miloslav Tejce z Brna. Aprobatę zyskała koncepcja Miloslava Tejca, jednakże była ona bardzo kosztowna w realizacji. Autor przerobił ją na tańszą na zlecenie rady synodalnej Ewangelickiego Kościoła Staroczeskiego. Projekt zatwierdzono w 1941, jednakże ostatecznie nie doszło do jego realizacji.
Kościół ostatecznie wybudowano w latach 1950-1953 według projektu inżyniera Bohumila Bareša z Pragi. Uroczysta konsekracja świątyni odbyła się 5 lipca 1953.

## Architektura i wyposażenie
Kościół na planie prostokąta z przedsionkiem od strony zachodniej, otoczony podcieniami. Nawa prostokątna, prezbiterium zakończone prosto, za nim zakrystia zamknięta wielobocznie. Dach kościoła wysoki, dwuspadowy, pokryty gontem. W dachu wysmukła wieżyczka z kielichem w zwieńczeniu. W dachu umieszczone są lukarny doświetlające wnętrze.
Nad wejściem głównym napis, cytat z Objawienia św. Jana: "Oto przybytek Boży z ludźmi" (Ap.21.3).
Ścianę za ołtarzem ozdabiają deski z wypisanym na nich tekstem apostolskiego wyznania wiary. W części zachodniej nawy znajduje się chór muzyczny, na nim organy z 1848 przeniesione z Rybníček u Příbrami.

## Galeria

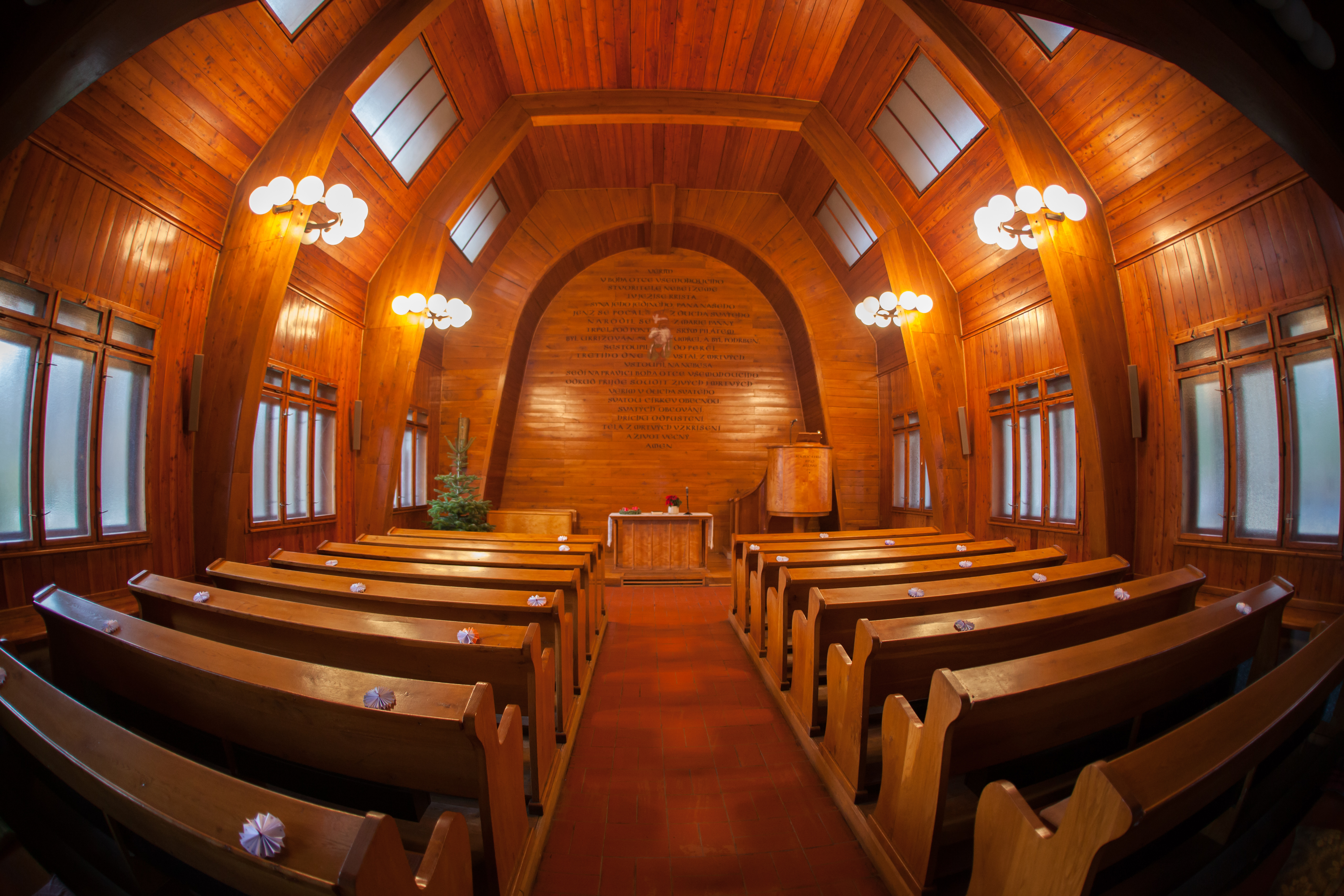
Wnętrze kościoła
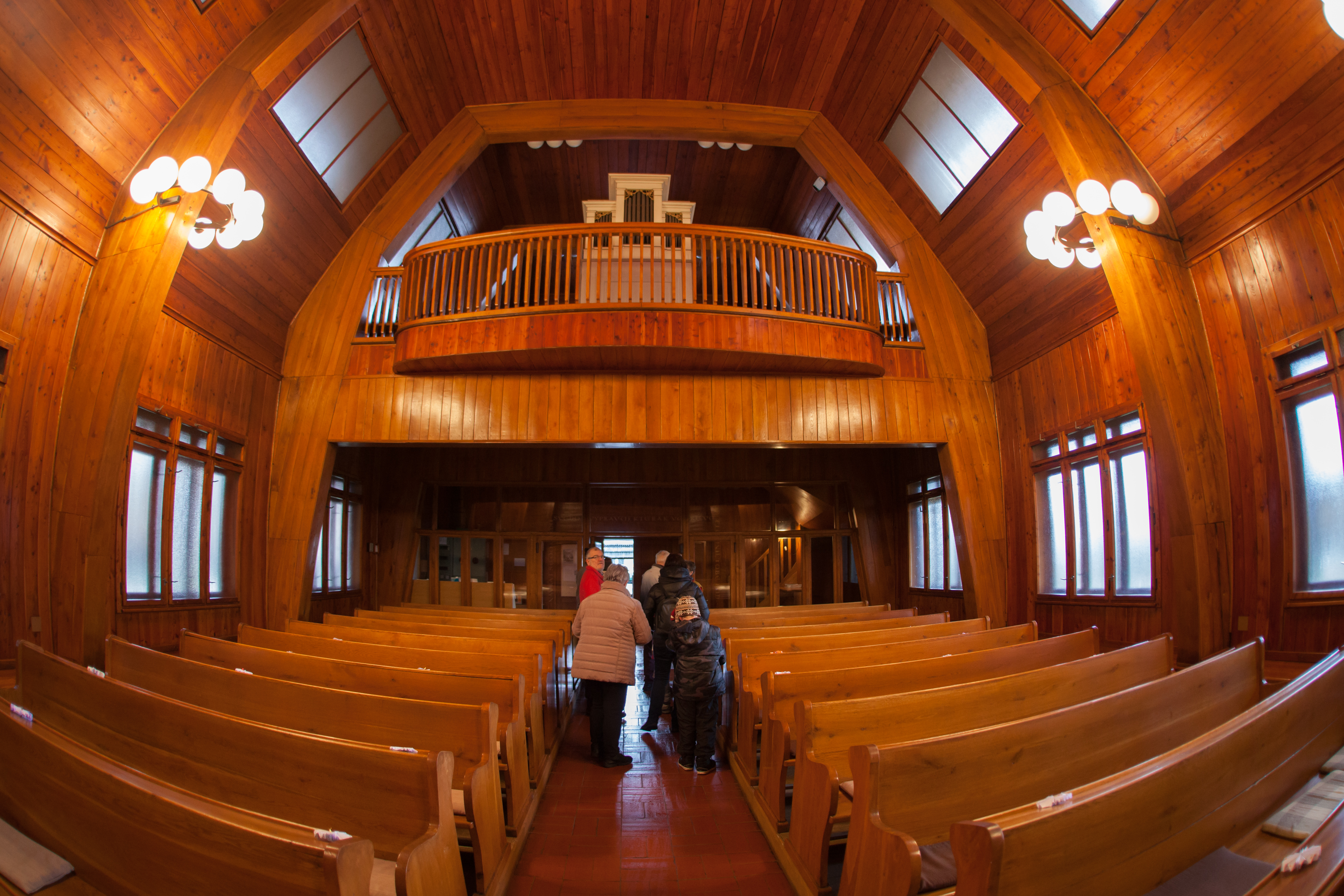
Chór muzyczny
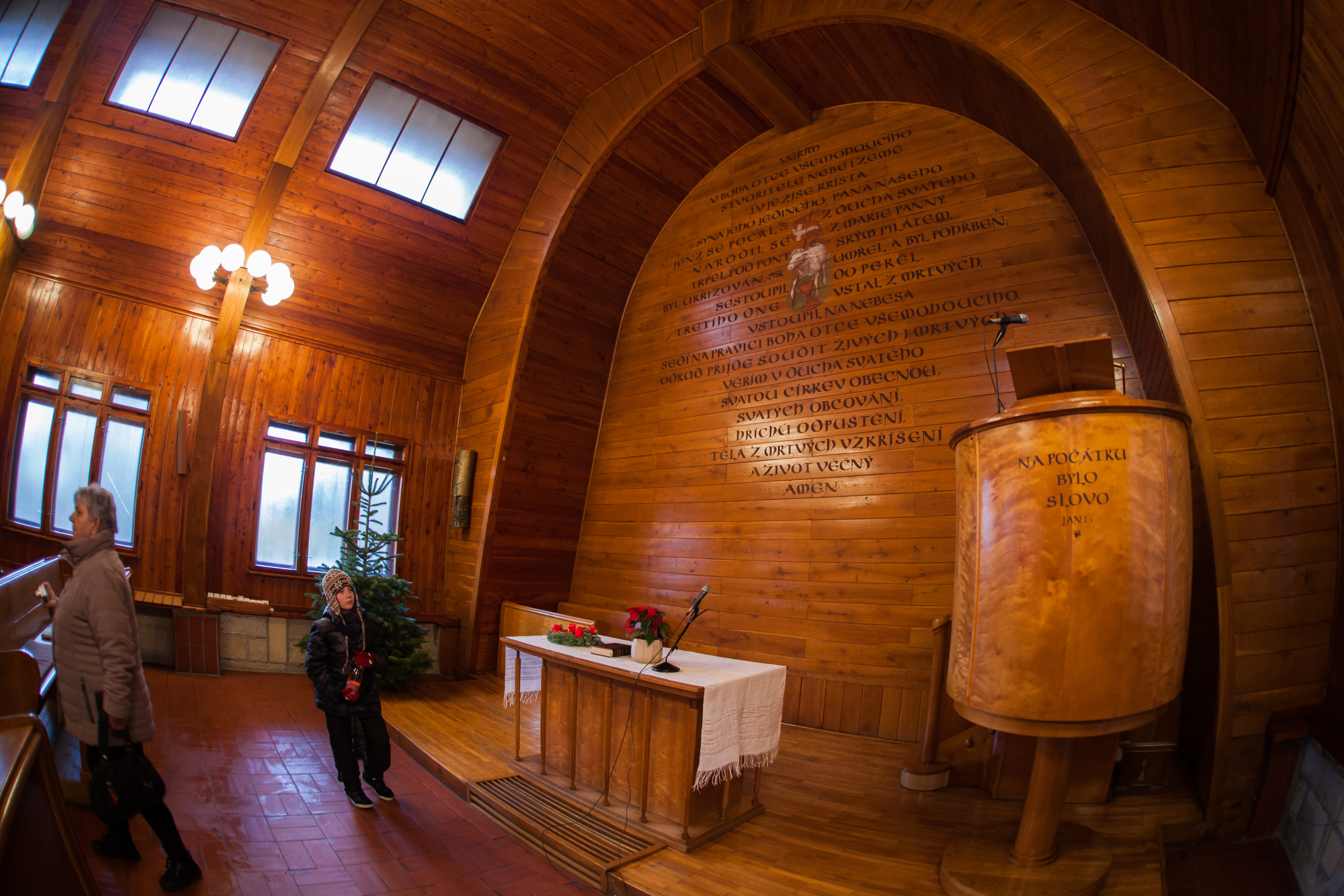
Prezbiterium
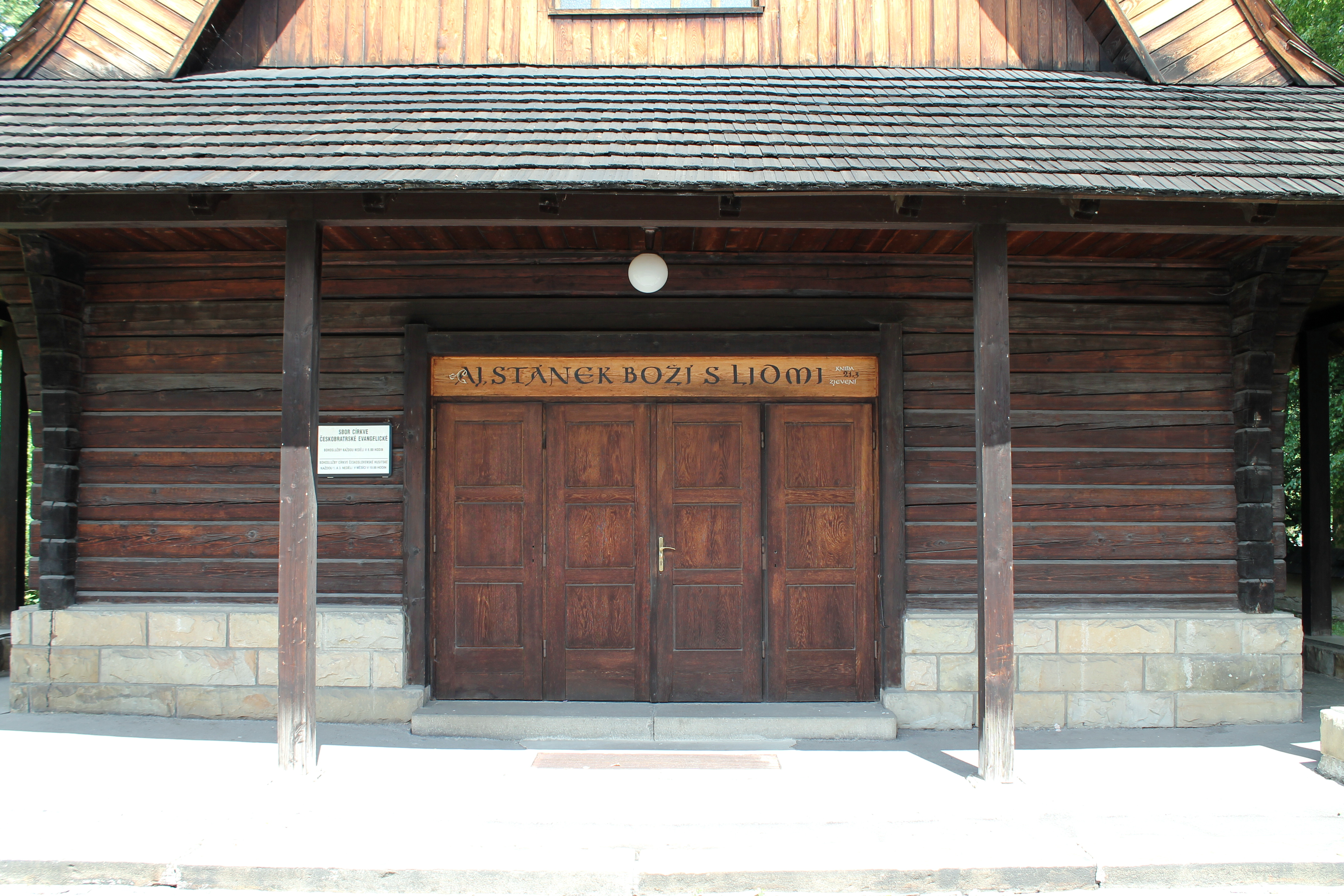
Wejście główne